# Fatzihof
Der Fatzihof war ein herrschaftlicher Gutshof südlich von Hohenau an der March in Niederösterreich.
Der Meierhof wurde knapp vor 1600 von Wolf Bernhard Fatzi als Edelsitz und Freihof errichtet. Gemeinsam mit seinen Brüdern besaß Fatzi die Herrschaft Niederabsdorf und belieferte das Kaiserhaus, bis das aus Tirol stammende Rittergeschlecht im späten 17. Jahrhundert erlosch, womit der Fatzihof an die Herrschaft Rabensburg gelangte. Der Franziszeische Kataster von 1821 zeigt die Stelle des Anwesens, bei der sich heute eine Kläranlage befindet.